# Angelo Carella
Angelo Carella (Bari, 4 de mayo de 1949-Bari, 19 de abril de 2023) fue un futbolista y entrenador italiano, que jugaba como delantero.

## Carrera deportiva
Compitió en seis oportunidades en la Serie A durante la temporada 1971-1972, vistiendo la camiseta del Catanzaro. Participó también en diez ocasiones en la Serie B, jugando para Bari y Avellino.

## Muerte
Angelo Carella falleció, a los 73 años, el 19 de abril de 2023 en Bari, donde se encontraba en tratamiento a raíz de padecer Alzheimer.

## Clubes

### Como jugador
- 1966-1967 Società Sportiva Calcio Bari
- 1967-1968 Società Sportiva Matera Calcio
- 1968-1969 Società Sportiva Calcio Bari
- 1969-1970 Internapoli Football Club
- 1970-1971 Società Sportiva Matera Calcio
- 1971-1972 Unione Sportiva Catanzaro 1929
- 1972-1975 Unione Sportiva Lecce
- 1975      Unione Sportiva Avellino 1912
- 1975-1976 Unione Sportiva Livorno 1915
- 1976-1977 SSD Brindisi Football Club
- 1977-1979 Società Sportiva Matera Calcio
- 1979-1980 A.S.D. Barletta 1922

### Como entrenador
- 1980-1981 Associazione Sportiva Melfi
- Sin datos Società Sportiva Calcio Bari
- 2004-200? Associazione Sportiva Bisceglie
- 2006-2007 Associazione Sportiva Melfi
- 2009-2010 A.S.D. Noicattaro